# Thulo Khairatawa
Thulo Khairatawa (en népalais : बन्जरिया) est un comité de développement villageois du Népal situé dans le district de Nawalparasi. Au recensement de 2011, il comptait 4 813 habitants.